# Nassauvia ulicina
La manca perro (Nassauvia ulicina)  es una especie de planta con flor en la familia de  las asteráceas.  Es endémica de Argentina.  Sus  hábitats  son arbustales fríos, áreas y costas rocosas, propia de la Patagonia, desde Chubut a Santa Cruz.

## Descripción
Es un arbusto pequeño, muy ramoso, de 5–15 cm de altura, y ramas primarias alargadas, con ramillas axilares cortas, a veces glomeruliformes. Hojas con vainas cortas y anchas y terminación en punta espinosa. Flores en capítulos agrupados de a dos o tres en el ápice de las ramas. El fruto es un aquenio. 

## Taxonomía
Nassauvia ulicina fue descrita por (Hook.f.) Macloskie y publicado en Reports of the Princeton University Expeditions to Patagonia, 1896-1899, Volume viii, 1 [2], Botany 8(2): 885. 1906.
Sinonimia
- Nassauvia patagonica Speg.
- Nassauvia patagonica var. elatior Speg.
- Trianthus ulicinus Hook.f.[2]